# Хайнрих фон дер Асебург
Хайнрих фон дер Асебург (на немски: Heinrich von der Asseburg; † ок. 1522) е благородник от род фон дер Асебург.

## Произход
Той е син на Бернд фон дер Асебург († 1483) и съпругата му Маргарета († сл. 1484). Внук е на Корд фон дер Асебург († 1430) и Лена фон Фреклебен. Правнук е на Конрад фон дер Асебург († 1399/1407). Брат е на Ханс фон дер Асебург († 1534), Конрад фон дер Асебург († сл. 1524) и на Маргарета фон дер Асебург, омъжъна за Еразмус фон Ягов и пр. 1494 г. за Фридрих фон Вутенау.
Потомък е на Видекинд фон Волфенбютел († ок. 1118), който построява водния замък Волфенбютел и е основател на фамилията фон Волфенбютел, от която произлиза фамилията „фон дер Асебург“ от замък Асебург при Волфенбютел. Замъкът Асебург на река Асе при Волфенбютел е построен през 1218 – 1223 г. от дядо му трушсес Гунцелин фон Волфенбютел († 1255), държавник и военачалник.

## Фамилия
Хайнрих фон дер Асебург се жени за фон Велтхайм. Те имат три деца:
- Емеренция фон дер Асебург, омъжена пр. 1483 г. за граф Фриц VI фон дер Шуленбург († сл. 1549/сл. 1562), син на граф Фриц IV фон дер Шуленбург († пр. 1510) и Анна? фон дем Берге.
- Ханс фон дер Асебург († сл. 1537), неженен
- Бернхард фон дер Асебург († 8 май 1534), женен за Анна фон Алвенслебен († 25 юли 1571, Ампфурт), дъщеря на Гебхард XVII фон Алвенслебен (1477 – 1541) и Фредеке фон Венден († 1551); имат един син и две дъщери.